# The World Starts Tonight
«The World Starts Tonight» (укр. «Світовий старт сьогодні ввечері») — дебютний студійний альбом валлійської співачки Бонні Тайлер, що вийшов у лютому 1977 року на лейблі «RCA Records». Більшість пісень були написані Ронні Скоттом і Стівом Вулфом, які працювали менеджерами Тайлер, коли у неї діяв контракт з «RCA». Вони спродюсували альбом разом з Девідом Маккеєм. Музика альбому була представлена жанрами кантрі і поп.
До альбому вийшли два сингли. Перший сингл, «Lost in France», отримав срібну сертифікацію від BPI, було продано понад 250 000 копій. Другий сингл, «More Than a Lover», також став хітом, але не зміг домогтися успіху у «UK Singles Chart» після того, як «BBC» заборонила пісню через її суперечливий ліричний зміст. Незабаром після запису альбому, Тайлер зробила операцію з видалення вузликів на її голосових зв'язках. Після операції у Тайлер був постійний хрипкий голос.
«The World Starts Tonight» був позитивно сприйнятий критиками того часу, які похвалили Тайлер за випуск «багатообіцяючого дебюту». Альбом був дуже популярний у Швеції, де він досяг другої позиції. Попри це, йому не вдалося потрапити до чартів в жодній іншій країні.

## Передумови
Бонні Тайлер (тоді знана як Гейнор Гопкінс) провела сім років, виступаючи в місцевих пабах і клубах в Південному Уельсі в період з 1969 по 1976 рік, спочатку в складі гурту «Bobbie Wayne & the Dixies», а потім свого власного гурту «Imagination». У 1975 році її помітив, коли вона співала з гуртом «Imagination», шукач талантів Роджер Белл. Її запросили до Лондона, де було створено два демо-записи: «My! My! Honeycomb» і «Lost in France». Через декілька місяців лейбл «RCA Records» зв'язалися з Тайлер, оголосивши, що вони випустять «My! My! Honeycomb» як сингл у квітні 1976 року.

## Запис
Тайлер записала альбом «The World Starts Tonight» в студіях «Morgan» і «Round House» в Лондоні між 1975 і 1976 роками. Сесія почалася з запису чотирьох демо, які згодом стали синглами: «My! My! Honeycomb» з її Б-стороною «Got So Used to Loving You» і «Lost in France» з її Б-стороною «Baby I Remember You». Ронні Скотт і Стів Вулф написали більшість пісень для альбому і продюсували його разом з Девідом Маккеєм.

## Відгуки критиків
Томас Мурейка з AllMusic ретроспективно описав «The World Starts Tonight» як «наповнений обіцянками і вказівками на прийдешні великі події». Він назвав альбом «грізним дебютом», але він лише проклав шлях до її пари з Джимом Стейнменом у 1980-х роках. «The Sydney Morning Herald» дав позитивний сучасний огляд, назвавши «Lost in France» «видатним треком», у той же час похваливши кавер-версію Тайлер пісні «Piece of My Heart» Дженіс Джоплін.

## Комерційний успіх
Під час тижню, що закінчувався 10 березня 1978 року, більш ніж через рік після свого виходу, альбом «The World Starts Tonight» дебютував під тринадцятою позицією у шведському чарті альбомів. Він досяг своєї максимальної другої позиції наступного тижня, залишаючись там загалом три тижні. Будучи п'ятий тиждень поспіль у чарті «The World Starts Tonight» опустився до шостої позиції, замінений другим студійним альбомом Тайлер «Natural Force». Після цього «The World Starts Tonight» повільно випав зі шведського чарту альбомів, пробувши там вісім тижнів.

## Сингли
«Lost in France» вийшов як головний сингл із «The World Starts Tonight» у вересні 1976 року. «The Sydney Morning Herald» описало пісню як "видатний трек" альбому. «Lost in France» мав комерційний успіх, досягнувши дев'ятої позиції у «UK Albums Chart». Він отримав срібну сертифікацію від BPI, було продано понад 250 000 копій.
«More Than a Lover» вийшов як другий сингл з «The World Starts Tonight» в січні 1977 року. У грудні 1976 року Тайлер повідомила «Record Mirror», що її наступний сингл «Lost in France» буде «набагато сміливішим». «Record Mirror» описав пісню як «більш м'ясисту», ніж «Lost in France», але не вважав, що пісня була такою ж комерційною, як її попередник. Після виконання пісні на телепередачі «Top of the Pops» вона була заборонена «BBC» через «суперечливий ліричний зміст». Заборона призвела до того, що пісня досягла 27-ї позиції у Великій Британії.

## Трек-лист
| Стандартне видання | Стандартне видання          | Стандартне видання        | Стандартне видання |
| #                  | Назва                       | Автор                     | Тривалість         |
| ------------------ | --------------------------- | ------------------------- | ------------------ |
| 1.                 | «Got So Used to Loving You» | Ронні Скотт Стів Вулф     | 3:17               |
| 2.                 | «Love of a Rolling Stone»   | Джеррі Чеснат             | 3:30               |
| 3.                 | «Lost in France»            | Ронні Скотт Стів Вулф     | 3:59               |
| 4.                 | «Piece of My Heart»         | Берт Бернс Джеррі Раговой | 3:52               |
| 5.                 | «More Than a Lover»         | Ронні Скотт Стів Вулф     | 3:52               |
| 6.                 | «Give Me Your Love»         | Ронні Скотт Стів Вулф     | 3:15               |
| 7.                 | «The World Starts Tonight»  | Ронні Скотт Стів Вулф     | 3:36               |
| 8.                 | «Here's Monday»             | Ронні Скотт Стів Вулф     | 3:46               |
| 9.                 | «Love Tangle»               | Ронні Скотт Стів Вулф     | 3:16               |
| 10.                | «Let the Show Begin»        | Ронні Скотт Стів Вулф     | 4:15               |
| 37:02              |                             |                           |                    |

| Бонус-треки до перевидання 2009 року | Бонус-треки до перевидання 2009 року | Бонус-треки до перевидання 2009 року | Бонус-треки до перевидання 2009 року |
| #                                    | Назва                                | Автор                                | Тривалість                           |
| ------------------------------------ | ------------------------------------ | ------------------------------------ | ------------------------------------ |
| 11.                                  | «My! My! Honeycomb»                  | Джиммі Лак Джон Шего                 | 3:06                                 |
| 12.                                  | «Baby I Remember You»                | Ронні Скотт Стів Вулф                | 3:15                                 |

## Творці альбому
| Музиканти - Бонні Тайлер — вокал - Террі Бріттен — гітара - Дейв Крістофер — гітара - Мо Фостер — бас-гітара - Баррі Гвард — перкусія - Саймон Філліпс — ударні - Алан Терні — бас-гітара, гітара - Стів Вулф — гітара | Технічний персонал - Дейв Харріс — асистент інженера - Ешлі Хоу — інженерінг - Ендрю Хой — координація виробництва - Девід Маккей — аранжування, інженерінг, продюсер - Джордж Ніколсон — інженерінг - Ронні Скотт — продюсер - Саймон Вейкфілд — асістент інженера - Стів Вулф — продюсер |

## Чарти
| Країна | Чарт (1978)       | Позиція |
| ------ | ----------------- | ------- |
| Швеція | Sverigetopplistan | 2       |

## Історія релізу
| Країна          | Дата           | Формат                  | Лейбл           | Ref.   |
| --------------- | -------------- | ----------------------- | --------------- | ------ |
| Європа          | 1977           | Вінил                   | RCA             | [ 10 ] |
| США             | 1977           | Вінил                   | Chrysalis       |        |
| Європа          | 1991           | CD                      | Castle Classics | [ 11 ] |
| Велика Британія | 2009           | CD цифрове завантаження | 7T's            | [ 12 ] |
| США             | 17 квітня 2012 | цифрове завантаження    | Rdeg            | [ 13 ] |